# Meg Harris
Pour les articles homonymes, voir Harris.
Meg Harris, née le 7 mars 2002 à Albury, est une nageuse australienne, spécialiste des épreuves de nage libre.

## Carrière
À 15 ans, elle remporte la médaille d'or sur 50 m nage libre aux jeux du Commonwealth de la jeunesse en 2017 à Nassau.
En 2019, elle est plusieurs fois médaillée aux championnats du monde juniors avec le bronze sur le 50 m et 100 m nage libre. 
En 2021, elle participe aux séries et à la finale du relais 4 × 100 m nage libre des Jeux olympiques de Tokyo, établissant un nouveau record du monde en 3 min 29 s 69 en compagnie de Cate Campbell, Bronte Campbell et Emma McKeon.

## Palmarès

### Jeux olympiques
- Jeux olympiques d'été de 2020 à Tokyo :
  -  Médaille d'or du relais 4 × 100 m nage libre.
  -  Médaille de bronze du relais 4 × 200 m nage libre (participe aux séries seulement).
- Jeux olympiques d'été de 2024 à Paris :
  -  Médaille d'or du relais 4 × 100 m nage libre.

### Championnats du monde
Grand bassin
- Championnats du monde 2022 à Budapest :
  -  Médaille d'or du relais 4 × 100 m nage libre.
  -  Médaille d'or du relais 4 × 100 m nage libre mixte (participe uniquement aux séries).
  -  Médaille d'argent du relais 4 × 100 m quatre nages mixte (participe uniquement aux séries).
  -  Médaille de bronze du 50 m nage libre.
- Championnats du monde 2023 à Fukuoka :
  -  Médaille d'or du relais 4 × 100 m nage libre.
  -  Médaille d'or du relais 4 × 100 m nage libre mixte (participe uniquement aux séries).
  -  Médaille d'argent du relais 4 × 100 m quatre nages (participe uniquement aux séries).
- Championnats du monde 2025 à Singapour :
  -  Médaille d'or du relais 4 × 100 m nage libre.
  -  Médaille d'or du 50 m nage libre.